# Sary-Tschelek
Der Sary-Tschelek ((kirgisisch Сары-Челек), auch Sarytschelek, wörtlich „Gelbe Schale“) ist ein 4,92 km² großer Bergsee im Oblus Dschalal-Abad im Westen von Kirgisistan.
Der See befindet sich nördlich der Siedlung Arkit, dem Hauptquartier des Parks, am östlichen Ende des Tschatkalgebirges, im Westen des Tian-Shan-Gebirges. Das Sary-Tschelek-Biosphärenreservat enthält sechs weitere, kleinere Seen unterhalb des Sary-Tschelek.
Der See liegt auf einer Höhe von 1873 m über dem Meeresspiegel. Er verdankt seine Entstehung einem Erdbeben vor rund 10.000 Jahren, bei dem der Kodscha-Ata-Fluss durch eine Steinlawine aufgestaut wurde. Der See ist 7,5 km lang in allgemein nord-südlicher Ausrichtung und bis zu 2280 m breit. Die Durchschnittsbreite beträgt etwa 650 m. An seiner tiefsten Stelle ist er 234 m tief. Die Ufer sind felsig. Im Winter gefriert der See, und die Wassertemperatur sinkt auf 0–4 °C. Im Hochsommer erreicht das Wasser eine Temperatur von 20 °C. Der See wird durch Schnee- und Gletscherschmelzwasser gespeist. Einziger Abfluss ist der Kodscha-Ata-Fluss, welcher in den rechten Naryn-Nebenfluss Kara-Suu mündet.
Ein 30.000 ha großes Gebiet in der Umgebung des Sees ist seit 1959 als Naturschutzgebiet geschützt und seit 1978 von der UNESCO als Biosphärenreservat anerkannt. Das Biosphärenreservat Sary-Tschelek beherbergt eine Vielzahl geschützter Pflanzen und Tiere. Für Besucher stehen Gasthütten zur Verfügung.